# カンムリヅル属
カンムリヅル属（カンムリヅルぞく、Balearica）は、鳥綱ツル目ツル科に属する属。本属のみでカンムリヅル亜科を形成する。模式種はカンムリヅル。

## 分類
アフリカ大陸（サハラ砂漠以南）

## 形態
全長95-100cm。全身は灰黒色の羽毛で被われる。後頭に黄褐色の羽毛が伸長（冠羽）する。後頸や胸部は長い羽毛で被われる。大雨覆は白い。静止時に三列風切は尾羽を覆わない。風切羽は徐々に生え換わるため年間を通して飛翔できない期間がない。次列風切や三列風切の色彩は赤褐色。
眼先や顔、喉には羽毛が無く皮膚が露出し、喉には肉垂がある。嘴はやや短い。鼻孔は楕円形。気管は曲がりくねらない。
卵を覆う殻は淡青色一色。

## 分類
ツル科内では原始的な形態を残している分類群と考えられている。
ホオジロカンムリヅルをカンムリヅルの亜種とする説もある。
- Balearica pavonina　カンムリヅル　Black crowned crane
- Balearica regulorum　ホオジロカンムリヅル　Gray crowned crane

## 生態
湿原、池沼、河川、農耕地などに生息する。昼行性。非繁殖期には大規模な群れを形成し生活する。
食性は動物食傾向の強い雑食で、昆虫、甲殻類、爬虫類、小型哺乳類、果実、種子などを食べる。獲物は地面を叩いて飛び出したところを捕食する。
繁殖形態は卵生。草を積み上げた塚状の巣を作り（ホオジロカンムリヅルは樹上に巣を作った例もある）、1回に2-4個の卵を産む。雌雄交代で抱卵する。

## 人間との関係
害虫やヘビを駆除するために飼育される事もある。逆に農作物を食害する害鳥とみなされることもある。